# 中浜駅

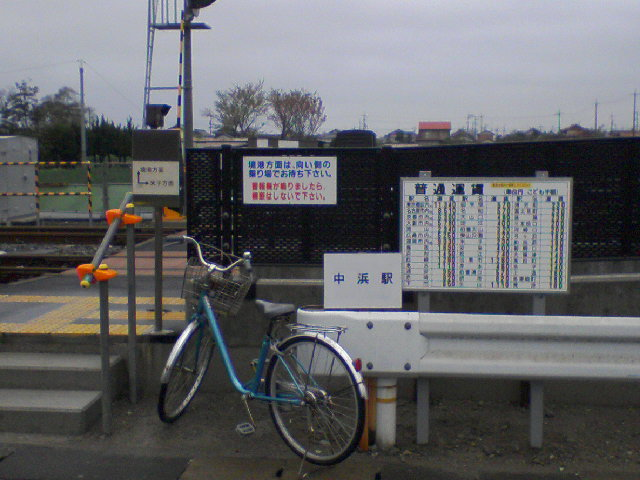
現在の駅入口（2008年4月）

中浜駅（なかはまえき）は、鳥取県境港市小篠津町字本角にある、西日本旅客鉄道（JR西日本）境線の駅である。妖怪の名前から取られた愛称は牛鬼駅である。

## 歴史

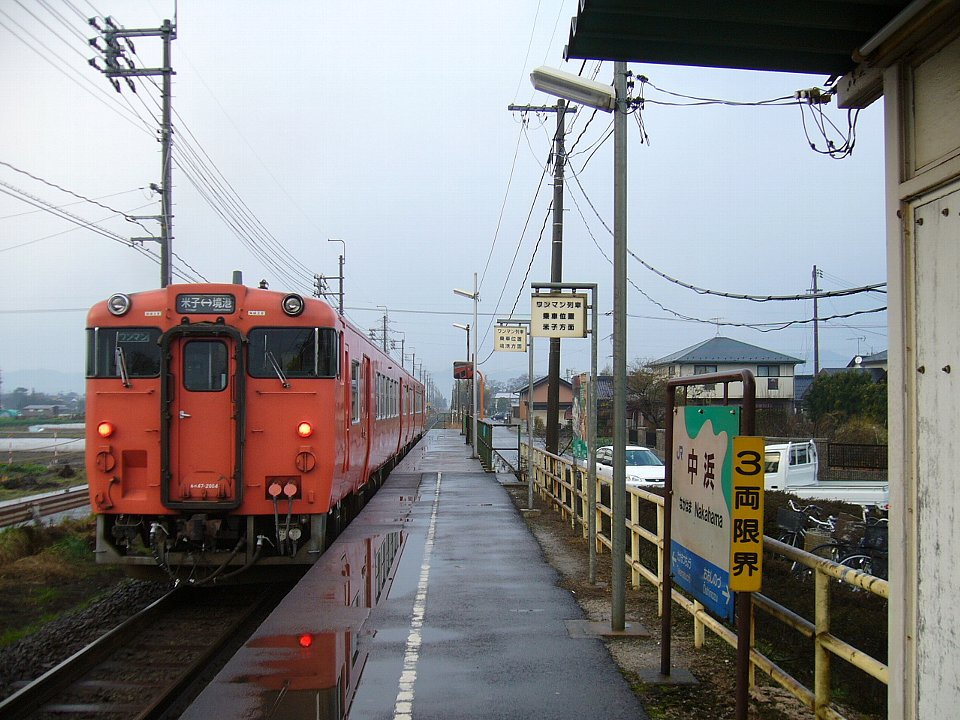
旧ホーム時代の中浜駅

- 1952年（昭和27年）7月1日：国鉄境線大篠津駅（現・米子空港駅） - 余子駅間に新設開業[1]。
- 1987年（昭和62年）4月1日：国鉄分割民営化に伴い、JR西日本に継承[1]。
- 2008年（平成20年）3月15日：大篠津駅にあった交換設備が当駅に移転。それに伴い駅が80m境港駅方面に移転。
- 2019年（平成31年）3月16日：車載型IC改札機により、ICカード「ICOCA」が利用可能となる。

## 駅構造

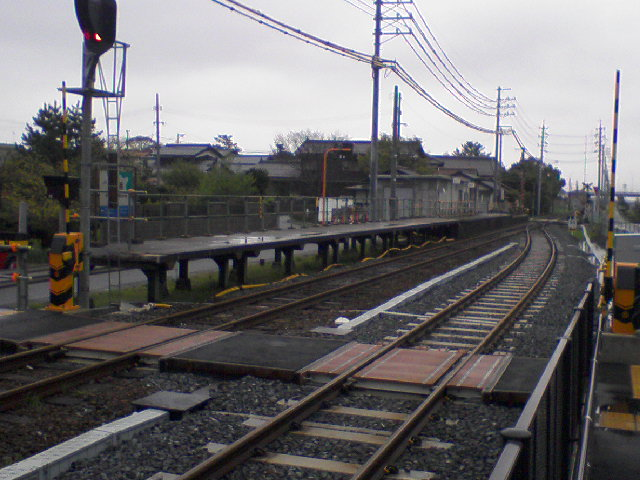
現ホームから見た旧ホーム

相対式ホーム2面2線を有する地上駅（列車交換可能）。米子駅管理の無人駅。駅舎は無く、直接ホームに入る形となっている。出入口は上りホーム米子寄りの、旧ホームがあった方向に面して設置されており、以前その手前のボックスに自動券売機が設置されていたが、現在はボックス共々撤去されている。下りホームへは構内踏切で連絡している。
下り線に双方向の出発信号機を備えており、米子方面への折返し運転が可能（現在、当駅で折返す列車設定は無い）。配線では上り線が直線になっているが、出発信号機が上り方向しか無く、境港方向への発車は不可。
臨時快速みなとライナーの停車駅である。
交換設備が設置される前は単式ホーム1面1線で、現在の下りホームと構内踏切を挟んで米子寄りに位置していた。屋根付待合所が駅舎を兼ねていた。

### のりば
| のりば | 路線 | 方向 | 行先     |
| ------ | ---- | ---- | -------- |
| 1      | 境線 | 上り | 米子行き |
| 2      | 境線 | 下り | 境港行き |

- 構内にはのりば番号表記が存在しないが、駅移転当時の告知ポスターでは、上記ののりば番号が使われていた。なお、運転取り扱い上の番線番号はこの表記とは逆転している（下りが「1番線」、上りが「2番線」）。

## 利用状況
近年の1日平均乗降人員の推移は以下の通り。
| 乗降人員推移 | 乗降人員推移 |
| 年度         | 1日平均人数  |
| ------------ | ------------ |
| 2011年       | 168          |
| 2012年       | 183          |
| 2013年       | 122          |
| 2014年       | 118          |
| 2015年       | 102          |
| 2016年       | 116          |
| 2017年       | 103          |
| 2018年       | 102          |

## 駅周辺
- 美保飛行場（米子空港）：約900m、徒歩15分。
隣接する米子空港駅（空港まで徒歩5分）が大篠津駅の移転改称で設置される前は、当駅が米子空港最寄駅であった。
- 境港中浜郵便局
- 境港市立中浜小学校
- 鳥取県道47号米子境港線
- 鳥取県道271号米子空港線
- 鳥取県道285号米子空港境港停車場線

### バス路線
米子寄りの踏切を渡って西側の一般道路上に「中浜駅」停留所がある。
- はまるーぷバス
  - 生活コース（右回り・左回り）

## 隣の駅
西日本旅客鉄道（JR西日本）
 境線
米子空港駅（べとべとさん駅） - 中浜駅（牛鬼駅） - 高松町駅（すねこすり駅）